# 瀬戸川 (広島県)
瀬戸川（せとがわ）は、広島県福山市南部を流域とする、一級河川芦田川水系芦田川の支流である。

## 支流
- 福川(ふくがわ) - 流路延長4.5km、流域面積7.9km2[1][2]
- 小田川(おだがわ) - 流路延長2.8km、流域面積6.3km2[1][2]
- 猪之子川（いのこがわ） - 流路延長2.9km、流域面積2.2km2[1][2]
- 加屋川（かやがわ） - 流路延長1.3km、流域面積6.9km2[1][2]
- 河手川(こうでがわ) - 流路延長5.7km、流域面積9.8km2[1][2]
- 論田川（ろんでんがわ） - 流路延長5.3km、流域面積16.6km2[1][2]
- 枠田池川（かせだいけがわ） [2]